# Роберт I (король Франции)
Роберт I (15 августа 866 — 15 июня 923) — граф Парижа, маркиз Нейстрии, король Западно-Франкского королевства в 922 — 923 годах из династии Робертинов. Младший сын Роберта Сильного, графа Анжерского и Аделаиды Турской, и брат короля Эда I.

## Биография

### Разлад с королём Карлом III Простоватым
В начале X века Роберт был одним из самых могущественных вельмож в стране. Под его властью находились графства Анжу, Турень, Блуа, Шартр, Гатине, Мен и Санлис. Человек большой отваги и весьма решительный, он после смерти брата, короля Эда, предложил свою военную службу Карлу Простоватому. Король присвоил ему титул герцога франков и возложил на него все управление; почти четыре года он пользовался его советами и очень доверял ему. Но потом их отношения разладились. Как брат покойного короля Эда, Роберт полагал, что находится в наибольшей милости у Карла Простоватого. Тем чувствительнее оказалась для него обида, нанесенная в 920 на съезде в Суассоне. Когда король заседал во дворце, по его приказу герцога посадили справа, а королевского любимца Аганона, человека вовсе безродного и неизвестного, как равного, слева от короля. Роберт молча стерпел такое поношение. Умерив негодование, он затаил в душе обиду и ничего не показал Карлу. Однако он вскоре поднялся, ушёл и стал держать совет со своими соратниками.
Посоветовавшись с ними, он отправил послов уведомить короля, что он не может вынести, чтобы Аганона равняли с ним и предпочитали первым людям в государстве и что если король не низведет своего любимца до подобающего ему состояния, то он безжалостно его повесит. Король отнесся к этим оскорблениям немилостиво и ответил, что скорее может расстаться со всем своим советом, чем откажется от дружбы Аганона. Роберт был чрезвычайно возмущен этим ответом и вместе со знатными людьми, вопреки приказу, уехал в Тур. Там много было разговоров об оскорблении, легкомысленно нанесенном королём, и Роберт часто совещался со своими людьми о том, как ему самому захватить власть. Он дарил многим подарки и обещал ещё больше. Тех, кого ему удалось склонить на свою сторону, он стал побуждать к открытой измене и говорил, что можно легко и быстро захватить короля в опочивальне, если все они явятся во дворец как бы на совет. Предложение понравилось почти всем его сторонникам, и они поклялись Роберту, что совершат это. Однако когда замысел их уже почти был осуществлен и король находился в их руках, явился Хериве (Эрве), архиепископ Реймский и канцлер короля, со многими вооруженными людьми и освободил Карла. Вслед за тем архиепископ помирил его с Робертом и его приверженцами.

### Сражение при Суассоне
В следующие годы Роберт отвлечен был нашествием норманнов, но не оставил своих замыслов. В 922 году мятеж против Карла поднял Гизильберт (Жильбер), герцог Лотарингский. Не имея надежды самому захватить королевский престол, он пробрался к Роберту и уговорил его свергнуть короля. Многочисленные вассалы Роберта и его союзника Рауля, герцога Бургундского, примкнули к ним. Мятежники были гораздо сильнее Карла, отняли у него Лан, где он обычно жил, и заставили бежать за Маас. После того как Карл укрылся в Льеже, Роберт прибыл в Суассон. Сюда же съехались владетельные сеньоры со всего севера. Общим решением всех собравшихся Роберт был избран королём, с большими почестями отвезен в Реймс и 30 июня 922 года коронован в базилике святого Ремигия.
Однако Карл не терял ещё надежды вернуть престол. Собрав в Лотарингии войско из оставшихся ему верных людей, он переправился через Маас и прибыл в Аттиньи, и прежде чем Роберт сумел собрать своих сторонников, неожиданно подступил к Суассону. 15 июня 923 года, в воскресенье, по прошествии седьмого часа, в день, когда франки дотоле не осмеливались сражаться, Карл переправился через Эну и пошёл на Роберта. В завязавшемся сражении пало бесчисленное множество воинов. Король Роберт, которого нельзя было узнать в военных облачениях, отважно сражался по всему полю, так что сторонники Карла обратили на него внимание и стали спрашивать, не он ли это. И тут Роберт, бесстрашный воин, вдруг открыл спрятанную бороду, показав, что это точно он. Его немедленно окружили со всех сторон, поразили семью пиками, сбросили на землю и убили.

### Жёны и дети
- 1-я жена: Адель Мэнская. Имели одну дочь:
  - Адель (около 892 — после 943); муж приблизительно с 906 года) — граф де Вермандуа Герберт II (около 880—943).
- 2-я жена: (приблизительно с 894 года) — Беатриса де Вермандуа (около 880 — после 931), дочь графа де Вермандуа Герберта I. Имели 3-х детей:
  - Эмма (около 894[1] — 2 ноября 934); муж (с приблизительно 918 года) — герцог Бургундии, а позже король Франции Рауль (умер в 936 году).
  - Гуго Великий (897—956), герцог Франции.
  - Ришильда